# Trattato di Addis Abeba
Il trattato di Addis Abeba fu un accordo di pace bilaterale firmato il 26 ottobre 1896 tra il Regno d'Italia e l'Impero d'Etiopia.
Con esso si chiudeva così la prima guerra italo-etiope a seguito della sconfitta italiana ad Adua. Il trattato fu redatto in amarico e in francese al fine di evitare le ambiguità che furono all'origine del conflitto, sorte nell'interpretazione del precedente trattato di Uccialli, per la non corrispondenza delle versioni italiana e amarica del medesimo.

## Antefatti
La disfatta di Adua generò pesanti proteste di piazza in Italia; il governo Crispi venne costretto alle dimissioni e rimpiazzato dal Rudinì. Il generale Oreste Baratieri, richiamato in Italia, dovette affrontare un processo davanti ad una corte marziale da cui uscì assolto ma con un severo rimprovero che distrusse di fatto la sua carriera militare. Il suo posto venne preso dal generale Antonio Baldissera, che iniziò a concentrare le sue forze e i nuovi rinforzi giunti dall'Italia ad Asmara; le residue posizioni italiane nel Tigrè vennero abbandonate, ad eccezione del forte di Adigrat, dove il presidio italiano del maggiore Marcello Prestinari, formato da cacciatori d'Africa, rimase assediato dalle truppe etiopi. Il principale esercito etiope, nel frattempo, gravemente a corto di viveri e indebolito dalle malattie e dalle perdite subite in battaglia, ripiegò verso Addis Abeba, mentre il negus lasciò solo poche truppe nel Tigrè al comando del ras Alula Engida.
Dopo aver respinto alcune incursioni dei ribelli sudanesi contro il presidio italiano dislocato a Cassala, Baldissera ricondusse le sue truppe nel Tigrè ai primi di aprile; le truppe etiopi nella regione opposero scarsa resistenza, preferendo ritirarsi davanti agli italiani. Il 4 maggio, dopo alcune scaramucce, le truppe italiane levarono l'assedio al forte di Adigrat; Baldissera avrebbe voluto proseguire nella campagna, ma il governo gli ingiunse di sgombrare il forte e di ripiegare con tutte le sue truppe in Eritrea, mossa portata a termine tra il 15 e il 22 maggio. Ormai il governo italiano si era convinto a cercare una soluzione diplomatica alla guerra; nell'ottobre del 1896, dopo lunghi negoziati, si giunse alla firma del trattato di pace di Addis Abeba. La redazione dei documenti chiarificatori e il testo del trattato fu affidata a un giovane diplomatico, Salvatore Contarini, che diverrà in seguito Segretario generale del Ministero degli Esteri e poi Senatore del Regno. Da parte italiana, il trattato, che abrogò quello di Uccialli, venne poi firmato dal ministro plenipotenziario Cesare Nerazzini. Il negus riconobbe la sovranità italiana sull'Eritrea e il governo italiano rinunciò a qualsiasi ingerenza nella politica dell'Impero etiope. 
Il trattato di Addis Abeba regolò pacificamente i rapporti tra i due paesi per un quarantennio, sino a quando il governo fascista di Benito Mussolini non lo infranse, dopo i fatti di Gondar e Ual Ual, scatenando la Guerra d'Etiopia (1935).

## Testo integrale del trattato di pace
Pour conclure ce traité, Sa Majesté le Roi d'Italie a délégué, comme son envoyé plénipotentiaire, le major docteur César Nerazzini, chevalier des saints Maurice et Lazare, officier de la Couronne d'Italie.
Les pleins pouvoirs du major Nerazzini ayant été reconnus en bonne et due forme, Son Excellence le major Nerazziai, au nom de Sa Majesté le Roi dltalîe et Sa Majesté Ménélik II, Empereur d'Ethiopie et du pays Galla, en son propre nom, ont convenu et conclu les articles suivants :
L'état de guerre entre l'Italie et l'Ethiopie a pris fin définitivement. En conséquence, il y aura paix et amitié perpétuelles entre Sa Majesté le Roi d'Italie et Sa Majesté l’Empereur d'Ethiopie, ainsi qu'entre leurs successeurs et sujets.
Le traité conclu à Ucciali, le 25 miazia 1881 (correspondant au 2 mai 1889) est et demeure définitivement annulé, ainsi que ses annexes.
L'Italie reconnaît l'indépendance absolue et sans réserve de l'Empire d'Ethiopie, comme Etat souverain et indépendant.
Les deux Puissances contractantes, n'ayant pu se mettre d'accord sur la question de la frontière, et désireuses cependant de conclure la paix sans délai et d'assurer ainsi à leurs pays les bienfaits de la paix, il a été convenu que, dans le délai d'un an à dater de ce jour, des délégués de confiance de Sa Majesté le Roi d'Italie et de Sa Majesté l'Empereur d'Ethiopie établiront par une entente amicale les frontières définitives.
Jusqu'à ce que ces frontières aient été ainsi fixées, les deux parties contractantes conviennent d'observer le statu quo s'interdisant strictement de part et d'autre de dépasser la frontière provisoire, déterminée par le cours des rivières du Mareb, la Belesa et de la Mouna»
Jusqu'à ce que le Gouvernement italien et le Gouvernement éthiopien aient, d'un commun accord, fixé leurs frontières définitives, le Gouvernement italien s’engage à ne faire des cessions quelconques de territoire à aucune autre puissance. Au cas où il voudrait abandonner de sa propre volonté une partie du territoire qu’il détient, il en ferait remise à l’Éthiopie.
Dans le but de favoriser les rapports commerciaux et industriels entre l'Italie et l'Ethiopie, des accords ultérieurs pourront être conclus entre les deux Gouvernements.
Le présent traité sera porté à la connaissance des autres Puissances par les soins des deux Gouvernements contractants.
Le présent traité devra être ratifié par le Gouvernement italien dans le délai de trois mois, à dater de ce jour.
Le présent traité de paix, conclu en ce jour, sera écrit en amharique et en français, les deux textes absolument conformes, et fait en deux exemplaires signés des deux parties, dont l'un restera entre les mains de Sa Majesté le Roi d’ltalie et l'autre entre les mains de Sa Majesté l'Empereur d'Éthiopie.
Étant bien d'accord sur les termes de ce traité. Sa Majesté' Ménélik II, Empereur d'Ethiopie, en son propre nom, et Son Excellence le major docteur César Nerazzini, au nom de Sa Majesté le Roi d'Italie, l’ont approuvé et revêtu de leurs sceaux.
Fait à Adis-Abeba, le 17 Te-Kemt 1889 (correspondant au 26 octobre 1896).
- (L. S.) Major César Nerazzim, Ministre plénipotentiaire de S. M. le Roi d'Italie,
- Sceau de S. M. l'Empereur Ménélik.[2]»

## Convenzione relativa alla consegna dei prigionieri di guerra italiani
Entre Sa Majesté Ménélik II, Empereur d'Ethiopie et des pays Galla, et Son Excellence le major docteur César Nerazzini, envoyé plénipotentiaire de Sa Majesté Humbert P', Roi d'Italie, a été convenue et conclue la présente convention :
Comme conséquence du traité de paix entre le Royaume d'Italie et l'Empire d'Ethiopie, signé en ce jour, les prisonniers de guerre italiens retenus en Ethiopie sont déclarés libres. Sa Majesté l'Empereur d'Ethiopie s'engage à les réunir dans le plus bref délai possible et à les remettre à Harrar au plénipotentiaire italien, aussitôt que le traité de paix aura été ratifié.
Pour faciliter le rapatriement de ces prisonniers de guerre et leur assurer tous les soins nécessaires, Sa Majesté l'Empereur d'Ethiopie autorise un détachement de la Croix-Rouge italienne à venir jusqu'à Gueldessa.
Le plénipotentiaire de Sa Majesté le Roi d'Italie, ayant spontanément reconnu que les prisonniers étaient l’objet de la plus grande sollicitude de la part de Sa Majesté TEmpereur d'Ethiopie, constate que leur entretien a entraîné des dépenses considérables et que de ce fait le Gouvernement italien est redevable envers Sa Majesté des sommes correspondant à ces dépenses.
Sa Majesté l'Empereur d'Ethiopie déclare s'en remettre à l'équité du Gouvernement italien pour l’indemniser de ces sacrifices.
En foi de quoi, Sa Majesté l'Empereur d'Ethiopie, en son propre nom, et Son Excellence le docteur César Nerazzini, au nom de Sa Majesté* le Roi dltalie, ont approuvé et revêtu de leurs sceaux la présente convention.
Fait à Adis-Abeba, le 17 Te-Kemt 1889 (correspondant au 26 octobre 1896).
- (L. S.) Major César Nerazzini, Ministre plénipotentiaire de S. M. le Roi d'Italie,
- Sceau de S. M. l'Empereur d'Ethiopie.[3]»